# Matematika
Matemátika (starogrško μαθηματικά: mathēmatiká, starogrško μάθημα: máthēma - -thematos - znanost, znanje, učenje, študij; starogrško μαθηματικός: mathematikos - ljubezen do učenja) je znanstvena veda, ki raziskuje vzorce. Vsebuje abstraktne lastnosti množin, struktur, sprememb in prostora. Ta stran zrcali organiziran pogled na matematiko. Benjamin Peirce je imenoval matematiko »znanost, ki podaja nujne sklepe«. Druga opredelitev navaja, da je matematika znanost o vzorcih, ki se lahko nahajajo v številih, prostoru, znanosti, računalnikih, navideznih ali stvarnih abstrakcijah, oziroma kjerkoli. Matematiki te vzorce raziskujejo in poskušajo formulirati nove domneve in ugotoviti njihovo resničnost s strogo deduktivno izpeljavo iz ustrezno izbranih aksiomov in definicij. 

## Zgodovina
Področje raziskovanja, ki se imenuje zgodovina matematike, se v osnovi ukvarja z raziskovanjem začetkov odkritij v matematiki in v manjši meri tudi z raziskovanjem matematičnih metod in z matematičnih notacij skozi zgodovino.
Zgodovino matematike lahko razumemo kot vedno večjo vrsto abstrakcij. Prva abstrakcija, ki si jo delijo številne živali so bila verjetno števila: spoznanje, da imata (na primer) zbirka dveh jabolk in zbirka dveh pomaranč nekaj skupnega, in sicer količino njenih članov.
Kot dokazujejo palice rovaš, narejene iz kosti, so predzgodovinska ljudstva poleg tega, da so štela fizične predmete, poznala tudi kako šteti abstraktne količine kot je čas - dnevi, letni časi, leta.
Dokazi za bolj zapleteno matematiko se pojavijo šele okoli 3000 pr. n. št., ko so Babilonci in Egipčani začeli uporabljati aritmetiko, algebro in geometrijo za obdavčevanje in druge finančne izračune, za gradnjo in konstrukcijo ter za astronomijo. Najzgodnejša uporaba matematike je bila pri trgovanju, merjenju zemlje, slikarstvu in tkalstvu ter beleženju časa.
V Babilonski matematiki se v arheološkem zapisu prvič pojavi elementarna aritmetika (seštevanje, odštevanje, množenje in deljenje). Številskimi sistemi so bili številni in raznoliki; prve znane zapisne številkami so ustvarili Egipčani v Srednjem egipčanskem kraljestvu v besedilih, kot je Rhindov matematični papirus. 
Med 600 in 300 pr. n. št. so Stari Grki začeli s sistematičnim študijem matematike, ki jo poznamo kot grška matematiko.
V zlati dobi islama, zlasti v 9. in 10. stoletju je matematika doživela številne pomembne novosti, ki temeljijo na grški matematiki: večina med njimi vključuje prispevke perzijskih matematikov, kot so Al-Horizmi, Omar Hajam in Sharaf al-Dīn al-Ṭūsī.
Matematika se je od takrat močno razširila in med matematiko in naravoslovjem je prišlo do sodelovanje, ki je v korist obema. Odkritja v matematiki se pojavljajo še danes. Mihaila B. Sevryuka je v januarski izdaji Bulletin of the American Mathematical Society izjavil "Število člankov in knjig, vključenih v podatkovno bazo Mathematical Reviews od leta 1940 (prvo leto delovanja MR), je danes večje od 1,9 milijonov in v bazo podatkov se vsako leto doda več kot 75 tisoč postavk. Velika večina del vsebuje nove matematične izreke in njihove dokaze."

### Etimologija
Beseda matematika je prevzeta (verjetno prek nemške Mathematik) iz latinske (ars) mathēmatica, to pa iz starogrške μαθηματικὴ τέχνη (mathēmatikḗ tékhnē) ‛matematika’. Pridevnik μαθηματικός mathēmatikós ‛matematičen’, prvotneje ‛ukaželjen, odprte glave’, je izpeljan iz gr. μάθημα máthēma ‛znanje, znanost, veda, nauk’, to pa iz glagola manthánō ‛učim se, spoznavam’
Podobno je bila ena od dveh glavnih šol v pitagorejstvu imenovana mathēmatikoi (μαθηματικοί) - kar je takrat pomenilo "učitelji" in ne "matematiki" v sodobnem pomenu.
V latinščini in angleščini je do okoli leta 1700 izraz mathematics pogosteje pomenil "astrologijo" (in včasih "astronomijo") in ne "matematiko"; pomen se je postopoma spremenil v današnji približno v letih od 1500 do 1800. To je bil vzrok za občasno napačno prevajanje. Na primer, opozorilo svetega Avguština, da se morajo kristjani paziti mathematici, kar je takrat pomenilo astrologov, je včasih napačno prevedeno kot obsodba matematikov.
Navidezna množinska oblika v angleščini, tako kot francoska množinska oblika les mathématiques (in manj pogosto uporabljena izpeljanka v ednini la mathématique), izhaja iz srednjega spola množine mathematica (Cicero), ki temelji na grški množini τα μαθηματικά (ta mathēmatiká), ki jo je uporabljal Aristotel (384–322 pr. n. št.) in pomeni približno "vse matematične stvari". Čeprav je verjetno, da si je angleščina izposodila le pridevnik matematika(al) in na novo oblikovala samostalnik mathematics po vzorcu physics in metaphysics, ki sta bila podedovana iz grščine. V angleščini je samostalnik mathematics je edninski glagol. Pogosto se skrajša na maths ali v angleško govoreči Severni Ameriki na math 

## Področja matematike
Matematika se lahko v širšem pomenu deli na proučevanje velikosti, strukture, prostora in spremembe (tj. aritmetika, 
algebra, geometrija in analiza). Poleg teh osnovnih področij, obstajajo tudi podpodročja, kot so: logika, teorija množic (temelji), empirična matematika raznovrstnih znanosti (uporabna matematika) in v zadnjem času tudi raziskovanje negotovosti.

### Temelji in filozofija
Z namenom, da bi pojasnili temelje matematike, sta se razvili področji matematične logike in teorije množic. Matematična logika vključuje matematično raziskovanje logike in uporabo formalne logike na drugih področjih matematike; teorija množic je veja matematike, ki raziskuje množice ali zbirke objektov. Teorija kategorij, ki se ukvarja na abstraktni način z matematičnimi strukturami in odnosi med njimi, je še vedno v razvoju.
Matematična logika je temeljna matematična panoga, ki obravnava in formalizira neprotislovno sklepanje. Znana sta Gödlova izreka o nepopolnosti, kjer Gödel pokaže, da matematike ni mogoče vzpostaviti kot celostnega logičnega sistema, saj zmeraj obstajajo trditve, za katere ne moremo zgolj s formalno izpeljavo pokazati, ali so resnične ali neresnične; in da matematike nikakor ne moremo zaobjeti z nobenim končnim sistemom aksiomov.
Teoretično računalništvo vključuje teorijo izračunljivosti, teorijo računske zahtevnosti in teorijo informacij. Teorija izračunljivosti opozarja, da je skoraj zanemarljiv delež problemov, ki si jih lahko formalno zastavimo, rešljiv algoritmično, vključno z zelo znanim modelom - Turingov stroj. Teorija kompleksnosti je posebno področje matematike, ki se ukvarja s kompleksnostjo algoritmov. Nekateri problemi, ki so teoretično rešljivi z računalnikom, so predragi v smislu porabe časa in prostora in bodo verjetno ostali nerešljivi četudi se strojna oprema hitro razvija. Eden znamenitejših nerešenih problemov v matematiki je "P = NP?" problem in je eden izmed Millennium Prize Problems. Teorija informacij se ukvarja s količinami podatkov, ki se lahko shranjujejo na nek medij, in se zatorej ukvarja s koncepti kot sta stiskanje podatkov in entropija.
| {\displaystyle p\Rightarrow q\,} |                |                   |                         |
| Matematična logika               | Teorija množic | Teorija kategorij | Teorija izračunljivosti |

### Čista matematika

#### Velikost
Proučevanje velikosti se je začelo s števili, najprej z običajnimi naravnimi in celimi števili ter z aritmetičnimi operacijami nad njimi. Globlje značilnosti celih števil proučuje teorija števil, iz katere izhaja Fermatov zadnji izrek. Domnevi praštevilskih dvojčkov in Goldbachova domneva sta dva nerešena problema v teoriji števil.
Ko se je številski sistem razvijal naprej, so cela števila prepoznali kot podmnožico racionalnih števil (»ulomkov«). Ti so bili vsebovani znotraj realnih števil in so včasih predstavljali zvezne velikosti. Realna števila so posplošeno kompleksna števila. To so prvi koraki hierarhije števil, ki se nadaljujejo do kvaternionov in oktonionov. Upoštevanje naravnih števil je vodilo do transfinitnih števil, ki formalizirajo koncept »neskončnosti«. Drugo področje raziskovanja je bilo velikost, ki je vodilo do kardinalnih števil in nato do drugega koncepta neskončnosti: števila alef, ki dovoljujejo primerjavo velikosti neskončno velikih množic.
| {\displaystyle 1,2,3,\ldots \!} | {\displaystyle \ldots ,-2,-1,0,1,2\,\ldots \!} | {\displaystyle -2,{\frac {2}{3}},1.21\,\!} | {\displaystyle -e,{\sqrt {2}},3,\pi \,\!} | {\displaystyle 2,i,-2+3i,2e^{i{\frac {4\pi }{3}}}\,\!} |
| Naravna števila                 | Cela števila                                   | Racionalna števila                         | Realna števila                            | Kompleksna števila                                     |

#### Strukture
Veliko matematičnih objektov, kot so množice števil in funkcije imajo notranjo strukturo kot posledico operacij in relacij, ki so definirane nad množico. Matematika nato raziskuje lastnosti teh množic, ki se lahko izrazijo s temi strukturami; na primer teorija števil raziskuje lastnosti množice celih števil, ki se lahko izrazijo z aritmetičnimi operacijami. Poleg tega se pogosto zgodi, da imajo različne strukturirane množice (ali strukture) podobne lastnosti, kar omogoča, z naslednjim korakom abstrakcije, opredeljevanje aksiomov za razred struktur, in nato raziskovanje celotnega razreda struktur naenkrat lahko ustreza tem aksiomom. Zatorej lahko nekdo raziskuje grupe, kolobarje, obsege in druge abstraktne sisteme; skupaj takšne študije (strukture definiranih z algebrskimi operacijami) sestavljajo področje abstraktne algebre.
Abstraktna algebra se pogosto lahko uporabi za navidezno nepovezane probleme; na primer: kar nekaj antičnih problemov, ki zadevajo geometrijsko konstrukcijo so rešili z uporabo Galoisove teorije, ki vključuje teorijo obsegov in teorijo grup. Drug primer je linearna algebra, ki se v splošnem ukvarja z vektorskim prostorom, katerega elementi, ki se imenujejo vektor, imajo velikost in smer, in se lahko uporabijo kot model točk v prostoru. Kombinatorika proučuje načine razporejanja objektov, da ustrezajo določeni strukturi.
| {\displaystyle {\begin{matrix}(1,2,3)&(1,3,2)\\(2,1,3)&(2,3,1)\\(3,1,2)&(3,2,1)\end{matrix}}} |                |              |                |                    |         |
| Kombinatorika                                                                                 | Teorija števil | Teorija grup | Teorija grafov | Teorija urejenosti | Algebra |

#### Prostor
Raziskovanje prostora izhaja iz geometrije – predvsem iz Evklidske geometrije. Trigonometrija je veja matematike, ki se ukvarja z relacijami med stranicami in koti v trikotnikih in s trigonometričnimi funkcijami; kombinira prostor in števila in vključuje znan Pitagorov izrek. Sodobno raziskovanje prostora generalizira te ideje, tako da so lahko vključene v višje dimenzije, t.j neevklidske geometrije (ki ima veliko vlogo v splošni relativnosti in topologiji). Velikost in prostor igrata vlogo v analitični, diferencialni in v algebrski geometriji. Za reševanje problemov v teoriji števil in funkcionalni analizi so razvili konveksno in diskretno geometrijo.
|            |                |                          |            |                      |              |
| Geometrija | Trigonometrija | Diferencialna geometrija | Topologija | Fraktalna geometrija | Teorija mere |

#### Spremembe
Razumevanje in opisovanje spremeb je pogosta tematika v naravoslovju; za raziskovanje je bilo razvito orodje infinitezimalni račun. Tukaj so nastale funkcije kot osrednji koncept spreminjajočih se količin. Raziskovanje realnih števil in funkcij realne spremenljivke je poznano kot realna analiza, in kompleksna analiza za kompleksna števila. 
|                       |                   |                      |                   |               |                    |
| Infinitezimalni račun | Vektorska analiza | Diferencialne enačbe | Dinamični sistemi | Teorija kaosa | Kompleksna analiza |

### Uporabna matematika
Uporabna matematika vsebuje matematične metode, ki se tipično uporabljajo v znanosti, tehniki, trgovini in industriji. Torej »uporabna matematika« je matematična znanost s specializiranimi znanji. V preteklosti je praktična uporaba motivirala razvoj matematičnih teorij, ki so potem postale subjekt čistih matematik. Zatorej je uporabna matematika pomembno povezana z raziskovanji v čisti matematiki.
|                     |                  |                       |                    |                       |                |               |
| Matematična fizika  | Dinamika tekočin | Numerična analiza     | Optimizacija       | Teorija verjetnosti   | Statistika     | Kriptografija |
|                     |                  |                       |                    |                       |                |               |
| Finančna matematika | Teorija iger     | Matematična biologija | Matematična kemija | Matematična ekonomija | Control theory |               |

## Matematične nagrade
Verjetno je najprestižnejša matematična nagrada Fieldsova medalja ustanovljena leta 1936. Podeljujejo jo vsake štiri leta (razen v drugi svetovni vojni) štirim posameznikom. Fieldsova medalja se pogosto šteje za matematični ekvivalent Nobelove nagrade.
Wolfova nagrada za matematiko, ustanovljena leta 1978, podeljuje nagrade za življenjske dosežke. Druga velika mednarodna nagrada, Abelova nagrada, je bila uvedena leta 2003. Chernova medalja je bila uvedena leta 2010. Ta priznanja se podeljujejo kot priznanje za določeno matematičen dosežek, ki je lahko inovativen ali pa ponuja rešitev določenega problema na določenem področju.
Slavni seznam 23-ih odprtih problemov, imenovan "Hilbertovi problemi", je leta 1900 sestavil nemški matematik David Hilbert. Ta seznam je med matematiki imel močal vpliv in tako da je danes rešenih vsaj devet težav. Leta 2000 je bil objavljen nov seznam sedmih pomembnih problemov z naslovom "Millennium Prize Problems". Rešitev vsake od teh težav prinaša nagrado 1 milijona USD, le ena od njih (Riemannova domneva) je tudi v Hilbertovih problemih.